# مدال افتخار: نفوذی
مدال افتخار: نفوذی (به انگلیسی: Medal of Honor: Infiltrator) یک بازی ویدئویی تیراندازی اول شخص است و ششمین بازی مجموعه مدال افتخار است.